# Tony Coyle
Tony David Coyle (29 ottobre 1976) è un ex calciatore sudafricano, di ruolo difensore.

## Carriera

### Club
Ha giocato nel campionato Sudafricano e Russo.

### Nazionale
Con la Nazionale sudafricana ha preso parte alla Coppa d'Africa nel 2004.